# Episodi di Detective per amore
Questa voce contiene trame, dettagli e crediti dei registi e degli sceneggiatori dell'unica stagione della serie televisiva Detective per amore
Negli Stati Uniti, la serie è andata in onda sulla ABC dal 22 settembre 1984 al 13 aprile 1985.
In Italia, la serie è andata in onda a partire dall'8 gennaio 1986 su Rete 4.
| nº | Titolo originale   | Titolo italiano        | Prima TV USA      | Prima TV Italia |
| -- | ------------------ | ---------------------- | ----------------- | --------------- |
| 1  | Maxwell, Ltd.      | In ricordo di Kate     | 22 settembre 1984 |                 |
| 2  | Yesterday's Child  | II bambino di ieri     | 29 settembre 1984 |                 |
| 3  | Losing Touch       | perdere il contatto    | 13 ottobre 1984   |                 |
| 4  | White Lies         | Bugie bianche          | 20 ottobre 1984   |                 |
| 5  | Echoes             | Echi                   | 27 ottobre 1984   |                 |
| 6  | Goodbye, Sara      | Addio Sara             | 3 novembre 1984   |                 |
| 7  | Undying Love       | Amore imperituro       | 10 novembre 1984  |                 |
| 8  | Old Friends        | Vecchi amici           | 17 novembre 1984  |                 |
| 9  | Portraits          | Ritratti               | 1 dicembre 1984   |                 |
| 10 | A Gift             | Un regalo              | 8 dicembre 1984   |                 |
| 11 | Forgotten Melodies | Melodie dimenticate    | 22 dicembre 1984  |                 |
| 12 | Last Wish          | Ultimo desiderio       | 5 gennaio 1985    |                 |
| 13 | Deadly Silence     | Silenzio mortale       | 12 gennaio 1985   |                 |
| 14 | Wayward Dreams     | Sogni ribelli          | 26 gennaio 1985   |                 |
| 15 | From the Heart     | Dal cuore              | 9 febbraio 1985   |                 |
| 16 | Aftershocks        | Scossa di assestamento | 16 febbraio 1985  |                 |
| 17 | Tricks             | Trucchi                | 23 febbraio 1985  |                 |
| 18 | Haunted Memories   | Ricordi tormentati     | 2 marzo 1985      |                 |
| 19 | Mr. Wonderful      | Mister meraviglia      | 9 marzo 1985      |                 |
| 20 | Surrogates         | Surrogati              | 16 marzo 1985     |                 |
| 21 | Final Analysis     | Analisi finale         | 30 marzo 1985     |                 |
| 22 | Broken Promises    | Promesse non mantenute | 6 aprile 1985     |                 |
| 23 | Connections        | Connessioni            | 13 aprile 1985    |                 |